# Rumunjska revolucija
Rumunjska revolucija 1989. godine naziv je za pobunu protiv komunizma u Rumunjskoj od 16. do 22. prosinca 1989.
Vođa pobune bio je Ion Iliescu. Zauzeta je državna televizija iz koje su koordinirani svi ostali potezi ustanika. U suprotstavljanju Nicolaeu Ceauşescuu i njegovom diktatorskom načinu vladanja, nemiri su izbili najprije u Temišvaru.
Kada je 22. prosinca Ceauşescu izišao da održi govor s balkona predsjedničke palače u Bukureštu, počeli su stalni zvižduci. Narod se nije moglo utišati. Diktator je pobjegao helikopterom, ali je uhićen, te mu je suđeno na prijekom sudu. Na Božić 1989. pogubljen je sa suprugom ispred streljačkog voda što je kasnije prikazano i na televiziji. Rumunjska je jedina istočnoeuropska država koja je nasilno srušila komunizam.